# Vida de San Amaro
La Vida de San Amaro es una leyenda hagiográfica medieval de tradición oral. Fue plasmada en distintos manuscritos a lo largo de la Baja Edad Media en Europa, y narra las supuestas vivencias del santo varón Amaro en su búsqueda por el paraíso terrenal. El primer testimonio escrito se encuentra en un manuscrito inconcluso portugués del siglo XIV, y además se conserva uno castellano custodiado en la Universidad de Salamanca y dos testimonios impresos hacia 1520 en Toledo y Burgos.

## Testimonios manuscritos e impresos
Según Carlos Alberto Vega, los testimonios escritos conservados son una leyenda basada en una misma fuente. La primera manifestación se encuentra en un manuscrito portugués que reúne textos de carácter hagiográfico o religioso, obra de un copista llamado Hylário da Louinhãa, y que hoy se conserva en la Biblioteca Nacional de Lisboa (Codex Alcobacensis 266: fols. 124r-137r). El único testimonio manuscrito de la versión castellana que tenemos forma parte de un códice del siglo XV bastante incompleto, escrito a dos columnas inconclusas y con dos de los seis folios que lo contienen bastante quemados; se conserva en la Biblioteca Universitaria de Salamanca (ms. 1958: fols. 105r-110v). También existen testimonios de transmisión impresa: el de Juan de Vallaquirán de 1520 en Toledo (Leyendo de los santos: fols. 86r-91v) y otro de Burgos de 1522 de la mano de Juan de Junta (hacia principios del siglo XVI). A estos habría también que añadir otra edición en portugués de 1513 en una antología (Lisboa, Hermão de Campos, 1513: fols. 66-70r). El origen de la transmisión sería la leyenda popular que, salpicada por transformaciones y aportaciones literarias, fue plasmada luego en un texto latino traducido al portugués y al castellano que pasó a las versiones manuscritas que conservamos hoy. Indudablemente se puede afirmar que la difusión sería mucho mayor de lo que parece por los textos que poseemos.

## Estructura y argumento

### Estructura
Vida de San Amaro contiene un argumento lineal que va narrando las peripecias que acaecen en el transcurso del viaje marítimo. La estructura que siguen los manuscritos contiene una distribución uniforme en tres bloques: el primero, y más breve, incluye la introducción del relato, en la que conocemos a nuestro protagonista y sus intenciones, lo que ocuparía las primeras 53 líneas aproximadamente. El segundo bloque, y más largo, sería donde tienen lugar todas las aventuras y peripecias del viaje marítimo de Amaro y su compañía, que abarca prácticamente toda la obra, hasta llegar al último bloque, que es cuando finalmente alcanza el paraíso terrenal y concluye la obra. 

### Argumento
Según los textos, San Amaro proviene de una ciudad ya destruida de la “tierra de Alia”, algún lugar de Asia. El protagonista es siempre descrito como un hombre bueno que ama a Dios y cumple sus mandamientos. Amaro dedica su vida a ayudar a las diferentes personas que encuentra, y a todas ellas les va preguntando por el Paraíso y la forma de llegar hasta allí, sin encontrar respuesta y viviendo frustrado. Al comienzo de la obra se nos explica que Amaro se llama así por una revelación a sus padres nueve días antes de que naciese, anunciándoseles que iba a pasar abundantes amarguras: E este ombre avía nombre Amaro, que quiere tanto dezir como cosa llena de amargura  [sic]. Amaro, en medio de sus anhelos y deseos de encontrar el paraíso terrenal, recibe una revelación en la que se le indica que debe emprender un viaje para cumplir ese objetivo y, además, ya se le advierte que va a tener que superar grandes adversidades. Sabiendo esto, se deshace de todos sus bienes, construye un barco, y se lanza en busca de lo prometido. 
Durante el viaje llega a numerosos lugares, en los cuales reside durante un período de tiempo y que, gracias a nuevas revelaciones que se le muestran en el camino, abandona para seguir avanzando hacia el sitio correcto. En una ocasión, quien se le aparece es la mismísima Virgen María, debido a que pide su ayuda en una situación de peligro que le sucede, cuando su barco queda atrapado y le rodean bestias fuertes marinas muy esquivas. Habiendo escapado del peligro que corrían, llega con su compañía a una isla donde encuentra un monasterio. Allí entabla una fuerte amistad con el fraile Leonatis, llamado así por los leones que se le acercaban y no se alejaban hasta que les bendecía. Este fraile ya sabía de la llegada de Amaro y de sus intenciones, pues todo le había sido revelado antes. Leonatis le da las respectivas indicaciones que debe seguir, y luego se despiden con mucho dolor y tristeza, bendiciéndose el uno al otro. 
Acto seguido, aparece uno de los personajes clave de la historia: Baralides, de la cual la propia obra dice que era de muy santa vida e sierva de Dios. Esta mujer conoce primeramente a Leonatis, a quien le da un fruto del paraíso terrenal, cosa que nos indica que ella ya conoce dicho lugar. Mientras, Amaro está en ese momento envuelto en lágrimas y ayunos, y sigue su camino solo como le había dicho Leonatis. Llega a una celda donde se encuentran dos ermitaños, quienes le informan de que Baralides conoce el paraíso terrenal, a lo que Amaro responde con gran interés, y con deseo de encontrarla para preguntarle por ello. Se encuentra con ella, más adelante, en un monasterio femenino. Todas ellas reciben muy agradablemente a Amaro, y Baralides le presenta a su sobrina Brígida; después, le acompaña y le guía hacia su primer objetivo. Cuando Baralides le indica el camino, Amaro vuelve a donde se encontraban sus acompañantes, y les anuncia que deben poblar la tierra donde se encuentren.
Amaro, casi al fin de la obra, halla un gran castillo, donde se encontraba el ansiado paraíso terrenal, por lo que le pide al portero que le abra las puertas. Este le dice que aún no ha llegado el momento de que entrase, pero le abre las puertas para que vea su interior. Cuando hace esto, Amaro queda maravillado, y tiene lugar una descripción muy detallada y extensa de todo lo que éste ve. Después, el portero le dice que debe dar testimonio de lo que ha visto, y que han pasado 266 años desde que inició su viaje. Amaro se va y llega donde había dejado a su compañía, encontrando una ciudad poblada y cumpliéndose así lo que les dijo Baralides. El santo manda levantar un monasterio, cerca del de sus amigas Baralides y Brígida, las cuales ya descansaban en paz en el mismo. La obra concluye diciendo que cuando Amaro acabó el servicio de Dios, esto es, cuando murió, había realizado muchos milagros.

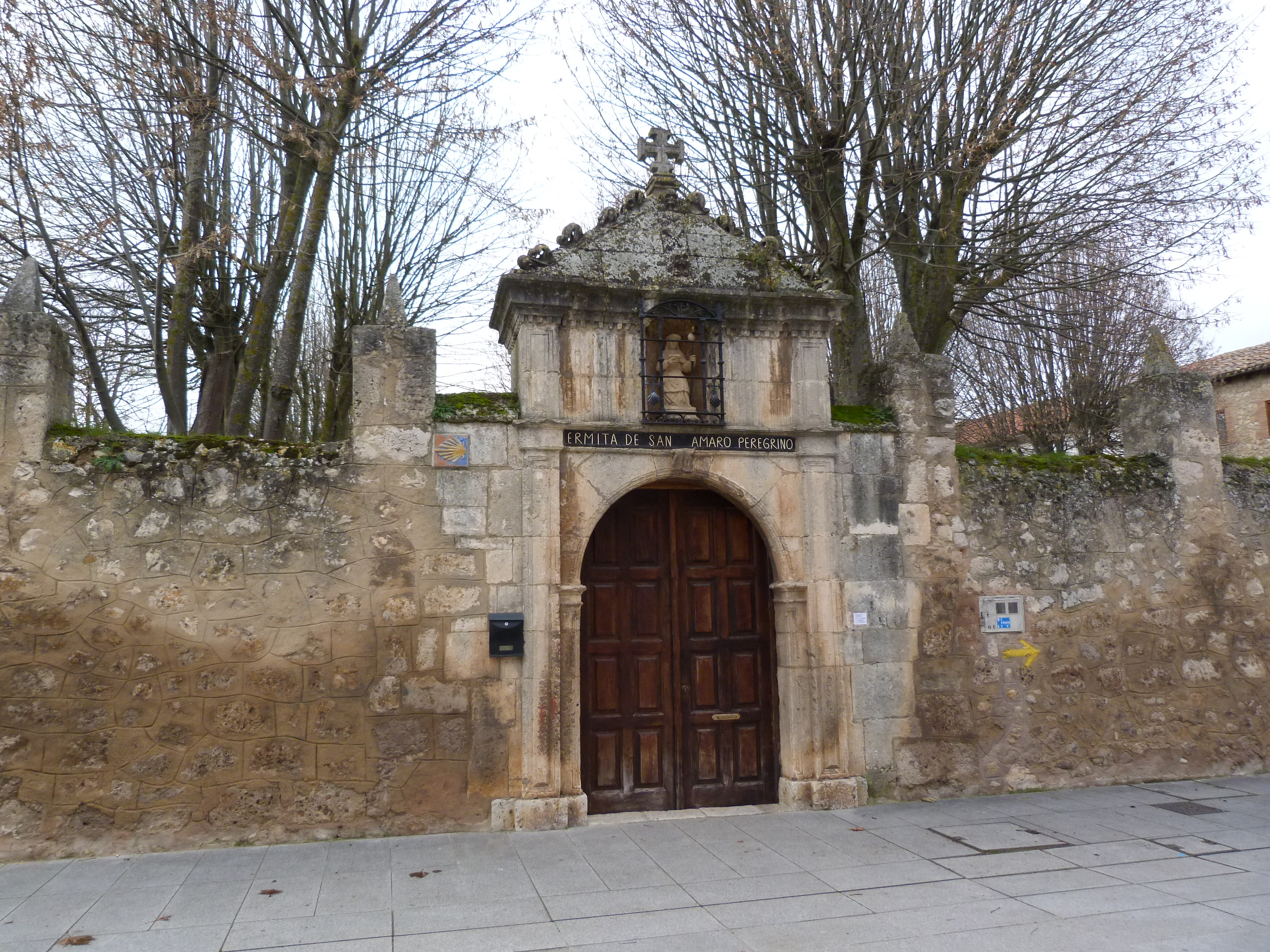
Ermita de San Amaro Peregrino (1614) en el Camino de Santiago, Burgos

## Características generales y estilo
La obra une hagiografía y literatura y tiene como objetivo buscar la devoción religiosa de los fieles de una manera, en ocasiones, didáctica, viendo así los sucesos de Amaro e imitando sus buenas inclinaciones. Es de carácter popular, no utiliza registros cultos y se entiende con facilidad gracias a las numerosas descripciones detalladas y explicaciones simplificadas que se incluyen durante toda la historia. A su vez, es una historia con una línea muy similar a La Odisea, ya que comparten elementos básicos: un viaje de menos a más, con sucesos y grandes acontecimientos, hechos transcendentales destacables… Además de tomar elementos clásicos, esta obra envuelve todo un folclore de la época medieval, siendo motivo por el que en la Baja Edad Media obtuvo tanta fama. 
Hay, como es de esperar en una obra perteneciente a la literatura del Medievo, un alto reflejo de las Sagradas Escrituras en las descripciones, con un estilo marcadamente religioso y cristiano: cuando se presenta el Paraíso Terrenal, abundan en el mismo la vegetación y los bellos e ideales ambientes naturales que nos recuerdan al libro del Génesis. A su vez, podemos ver un papel importante de la Virgen María, siendo una época en la que ya gozaba de gran devoción; vemos que, cuando solicita su ayuda, le atribuye grandes cualidades de manera muy afectiva, siendo algunos términos muy similares, o los mismos que hoy todavía se siguen repitiendo en las Letanías lauretanas al finalizar el rezo del Rosario, como, por ejemplo: Corona de las vírgenes, refiriéndose a que es la reina de las mismas.

## Fuentes y reelaboraciones

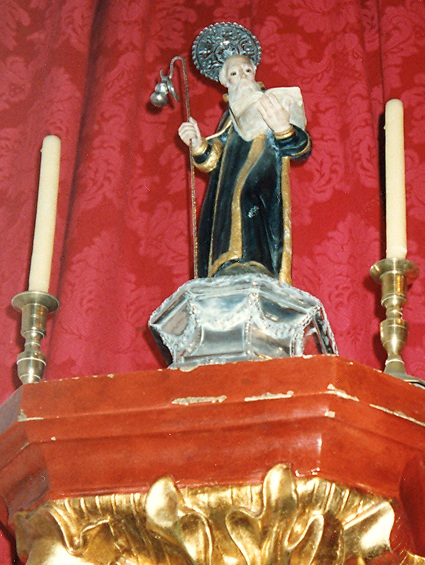
Imagen de San Amaro en su ermita homónima en Puerto de la Cruz (Tenerife, España).